# Templo de Zeus Olímpico (Siracusa)
El Templo de Zeus Olímpico u Olimpeión (en italiano: Tempio di Zeus Olimpio, en griego antiguo: Olympμπιείον) fue un antiguo templo griego dedicado a Zeus en Policne, a las afueras de la ciudad de Siracusa, en Sicilia, la actual Italia. Su yacimiento arqueológico se encuentra al sur de la actual ciudad de Siracusa.

## Historia

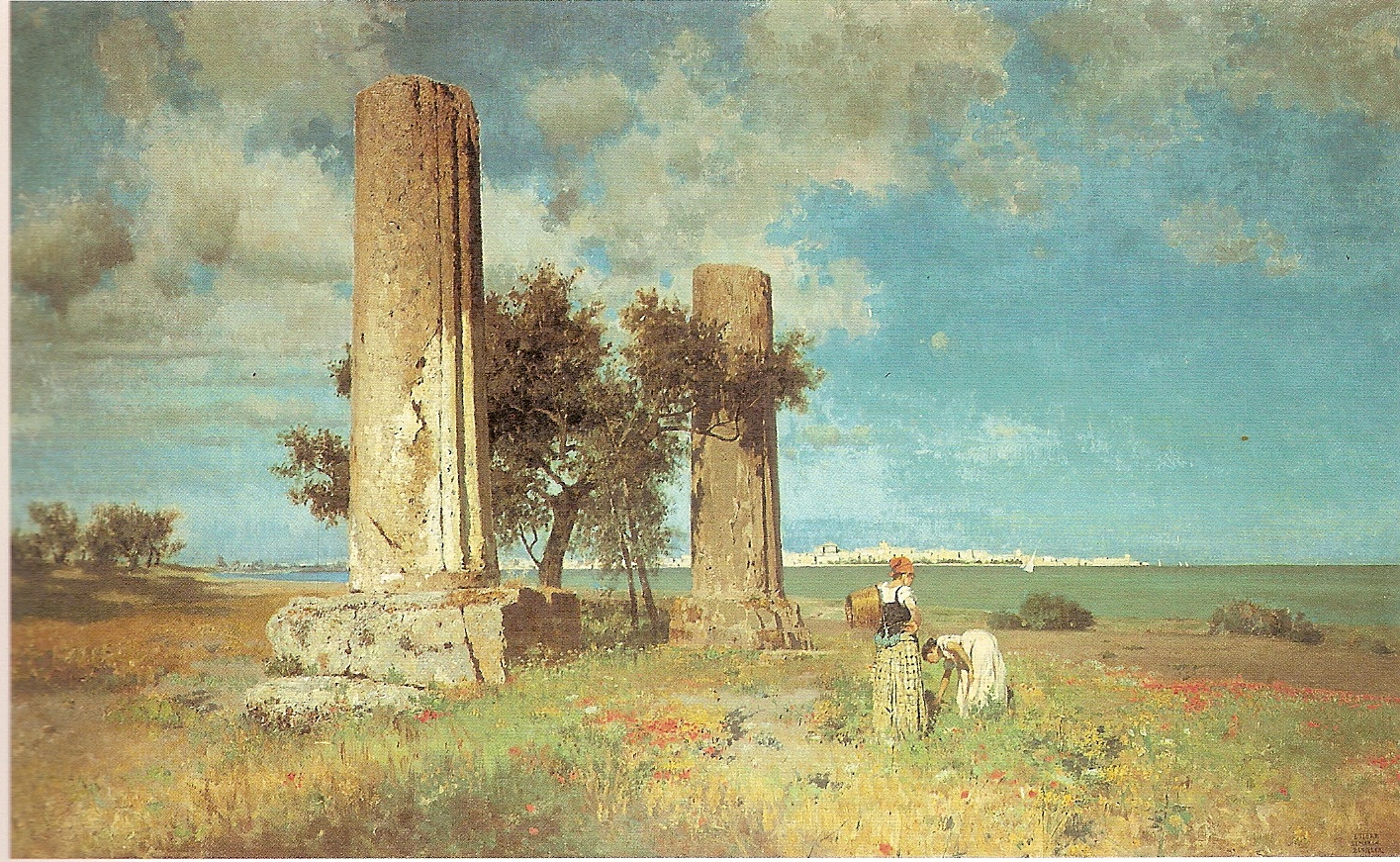
Ruinas del templo en el. Ettore De Maria Bergler, 1891.

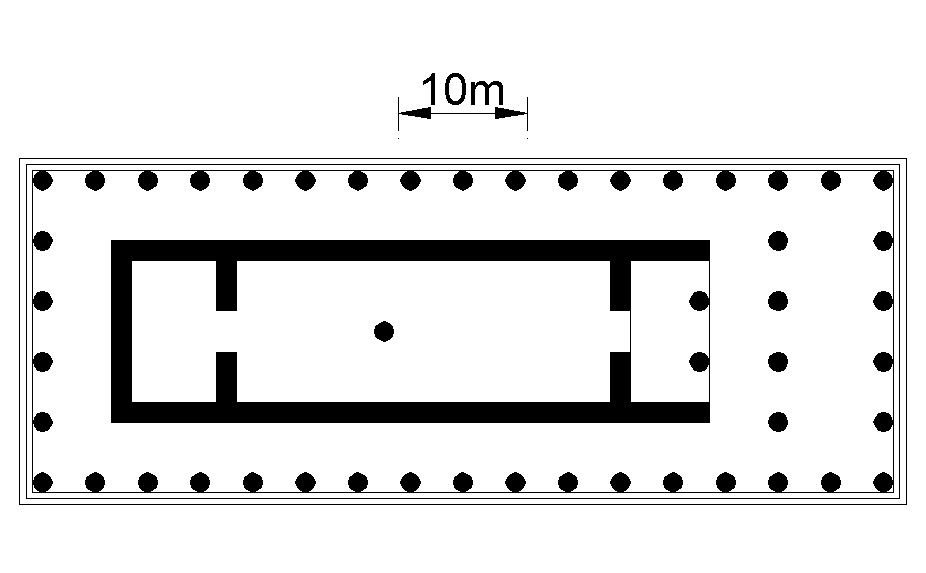
Planta del templo.

Dedicado a Zeus Olímpico, (“Zeus en el Olimpo”), fue construido en el período arcaico alrededor del año 555 a. C. Sin embargo, ya existía algún tipo de predecesor en el lugar en el año 600 a. C. Era el segundo más antiguo de toda Siracusa. Su predecesor arquitectónico es el Templo de Apolo en la isla de Ortigia, que era algo más antiguo. Su visibilidad era clave para los barcos que salían o entraban en el puerto.
La zona del templo y la pequeña ciudad de Policne fueron fortificadas y guarnecidas debido a la importancia estratégica del lugar. Por la misma razón, los enemigos que asediaban la ciudad también solían fortificarla: Himilcón II en el 396 a. C., Amílcar Giscón en el 309 a. C. y Marco Claudio Marcelo en el 214 a. C.
Según Cicerón, en el templo había una estatua de Zeus Imperator, a la que los griegos llamaban Urio y que en el siglo I a. C. el gobernador romano Verres hizo desaparecer rápidamente.

## Descripción

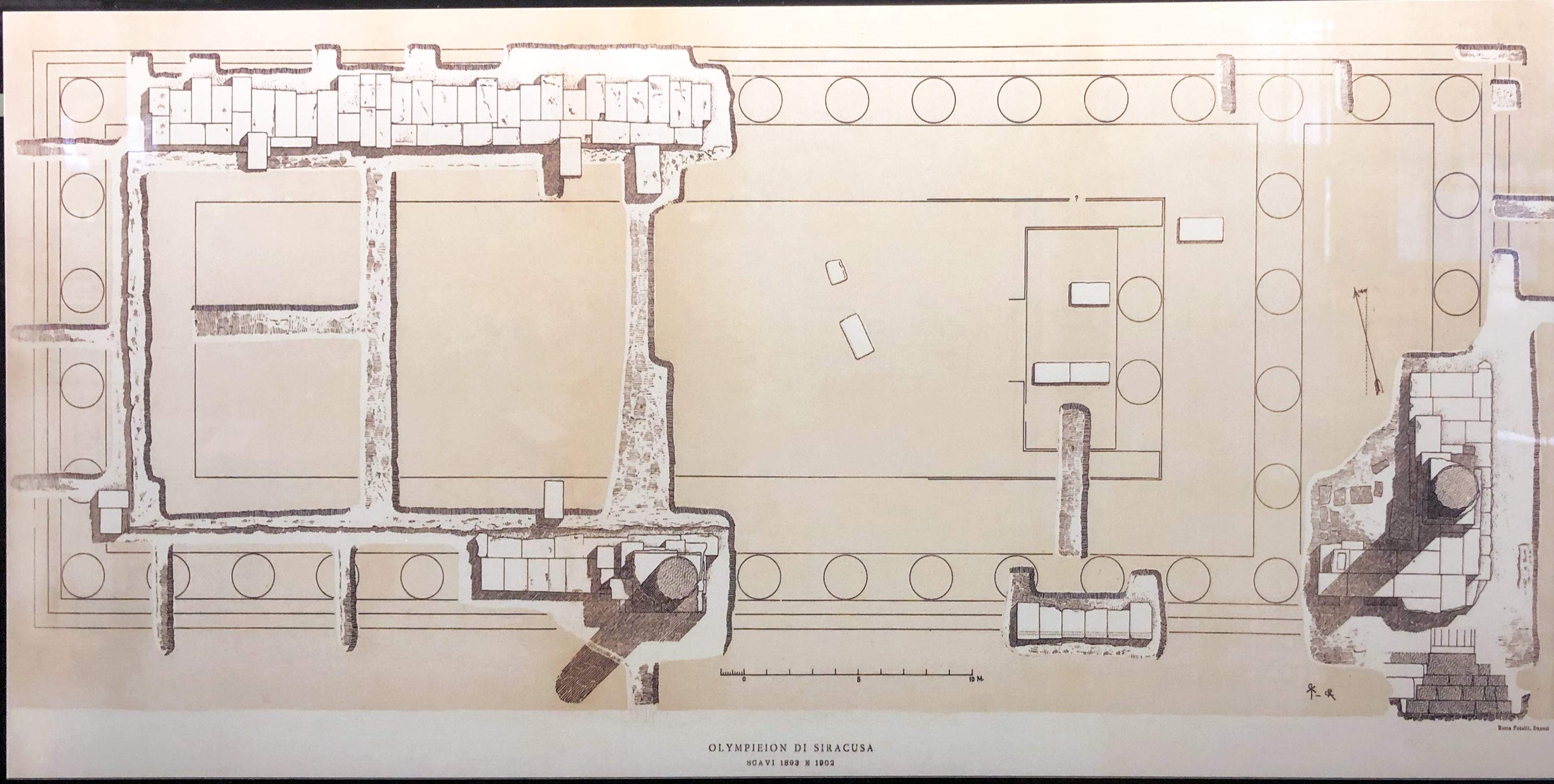
Plano del templo.

Estaba situado en la confluencia de los ríos río Anapo y Ciane, fuera de las murallas de la ciudad, a unos 2,5 km al sur de las Epípolas y el Neápolis. Estaba construido en un punto ligeramente más elevado que sus alrededores. Era en muchos aspectos similar en arquitectura al templo de Apolo de la ciudad. Edificio con un peristilo de estilo dórico con columnas monolíticas, con 6 en los lados cortos y 17 en los largos. El estilóbato medía aproximadamente 22,4 × 62 m. En el interior del templo había un pronaos, una naos y un ádyton. La entrada al pronaos y a la naos solía hacerse por el extremo este, y al ádyton solo se podía acceder desde la naos. Delante del pronaos había dos columnas (dístilo in antis). En el extremo oriental había una fila adicional de columnas delante del pronaos.
Todavía en el siglo XVII se conservaban siete de los pilares del templo. Lo que se conserva del enorme templo (que medía 20,50 metros x 60) es parte del crepidoma y las partes inferiores de las dos columnas del lado sur; también se han conservado los cimientos y los tambores de las columnas del edificio.